# Charlotte Stokely
 (mars 2025).
 AVN Hall Of Fame (2020)
Charlotte Stokely, née le 8 août 1986 à Salt Lake City dans l'État de l'Utah, (États-Unis), est une actrice américaine de films pornographiques spécialisée dans la pornographie lesbienne. Elle a commencé sa carrière en 2005. Membre de l’AVN Hall Of Fame depuis 2020, elle est l’interprète lesbienne la plus récompensée de l’histoire en remportant pas moins de 14 prix d’Interprète Lesbienne de l’année (All-Girl Performer Of The Year) dont 3 consécutifs dans le cadre des AVN Awards et NightMoves Awards, ainsi que 5 consécutifs dans le cadre des XRCO Awards.
Elle œuvre également pour la cause des travailleuses et travailleurs du sexe dans sa globalité en étant sensible aux conditions de travail et de santé de ces derniers. Elle a été présidente de l’association caritative The CupCake Girls de mai 2022 à août 2024 .

## Biographie

### Jeunesse et scolarité
Charlotte Stokely grandit à Salt Lake City dans l’Utah. En raison de l’environnement montagneux de l’État de l’Utah, elle se définit comme étant une « fille de la montagne », passant son enfance à jouer dans les ruisseaux, camper et construire des cabanes,. Petite fille, elle portait déjà un intérêt pour la mode et le mannequinat. Elle aimait également chanter et danser en public, se considérant à l'époque comme un boute-en-train. À l’occasion d’un podcast animé par Holy Randall, elle explique avoir grandi avec des parents ayant deux caractères différents. En effet, son père souhaitait lui inculquer une éducation stricte et sévère, alors qu’à l’inverse, elle définit sa mère comme étant beaucoup plus tolérante. Étant très proche de sa grand-mère paternelle, elle ne lui avouera jamais le métier qu’elle a choisi de faire, préférant lui cacher pour ne pas prendre le risque de la décevoir.
À l’âge de 15 ans, elle entre à l’université, où elle obtient une bourse d’études pour une durée de 4 ans. Elle décroche son diplôme d’études secondaires, puis ne va pas au terme de sa bourse d’études, préférant profiter de son adolescence pour s’amuser. Ne mesurant que 1,60 m, elle abandonne l’idée de travailler dans la haute couture.

## Carrière

### Les débuts

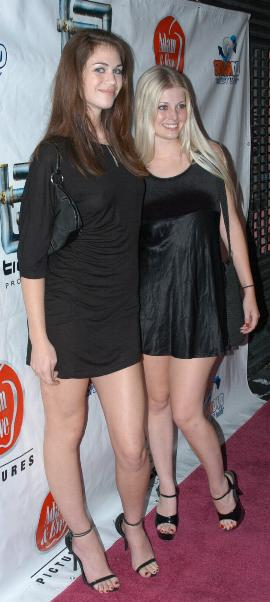
Faith Leon et Charlotte Stokely en 2006.

À l’âge de 17 ans, elle est stripteaseuse dans un club,. Malgré son jeune âge, un recruteur qu’elle connaissait par l’intermédiaire de l’une de ses amies du même milieu la contacte pour poser dans des revues pornographiques. Elle ment au recruteur sur son âge et ce dernier croit qu'elle a effectivement 18 ans car elle travaille dans un club de strip-tease,. Peu après, ce dernier lui propose de venir pendant sa pause-déjeuner pour tourner une scène pornographique en échange d’un salaire de 1 000 $ en espèces.
À la suite de cette expérience, elle décide rapidement de faire carrière dans l’industrie pour adultes, déclarant : « L'industrie du porno m'a toujours attirée. J'ai toujours été très ouverte avec ma sexualité. »
À ses débuts, elle travaille principalement avec les studios d'Internet basés en Floride où elle réside. Sa première apparition reconnue est dans une scène pour le studio Reality Kings. Ayant épuisé toutes les possibilités de travail en Floride, elle déménage dans la Vallée de San Fernando, aussi connue sous le nom de « Porn Valley » à Los Angeles, capitale de la pornographie.
Au début de sa carrière, certains professionnels de l’industrie lui conseilleront de perdre du poids, d’avoir un bronzage artificiel et d’avoir recours à la chirurgie esthétique afin d’augmenter la taille de ses seins, sans quoi, elle ne réussirait pas dans ce métier. Bien qu’elle ait perdu du poids, elle n’a jamais recours à la chirurgie esthétique et au bronzage artificiel, ce qui ne l’empêche pas d’avoir une grande carrière.
En août 2007, elle est à l’affiche du film Debbie Loves Dallas du réalisateur Eon McKai pour le studio Vivid, un remake du film pornographique emblématique sorti en 1978 Debbie Does Dallas. À cette époque, elle tourne aussi bien avec des hommes qu’avec des femmes et est particulièrement célèbre dans les scènes interraciales. Fin 2007, elle arrête de tourner des scènes hétérosexuelles pour définitivement se spécialiser dans la pornographie lesbienne,. Elle est nommée pour l’obtention de l’AVN Award de la meilleure nouvelle starlette à l’occasion des AVN Awards 2007.

#### Confirmation
En 2008, le réalisateur Andrew Blake l’engage pour tourner aux côtés de Paola Rey dans son dernier film Night Trips : A Dark Odyssey, une suite modernisée de Night Trips sortie 20 ans plus tôt.
Le site spécialisé dans le webcaming iP4Play (site qui n’existe plus aujourd’hui) a élu Charlotte Stokely « Miss FaceTime » en 2010 à l’occasion de sa collaboration avec le site.

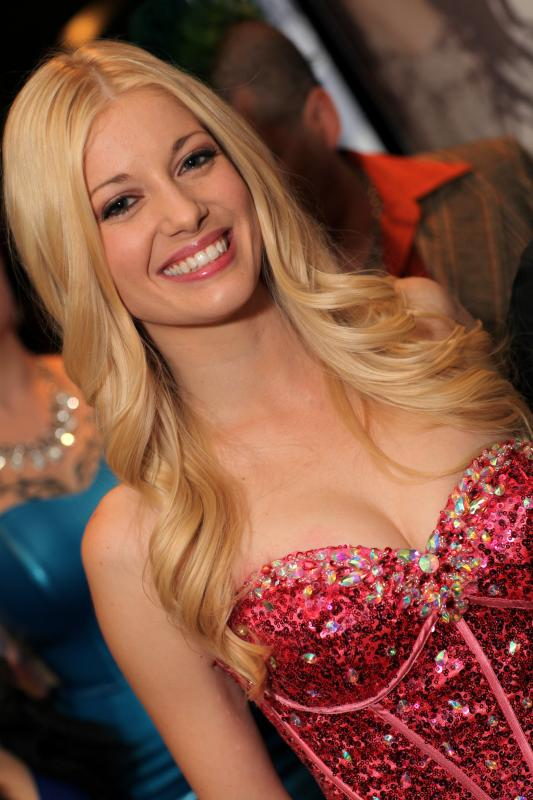
Charlotte Stokely à l'Adult Entertainement Expo de 2013.

En 2012, Charlotte Stokely signe un contrat pour tourner exclusivement des scènes lesbiennes pour le compte de MetArt.com et SexArt.com. Elle commence également à collaborer régulièrement avec le studio Girlfriend films dès 2013 en apparaissant dans les séries phares du studio comme Women Seeking Women, Cheer Squad Sleeplovers,.
MileHighMedia, notamment propriétaire du site SweetHeart Video, organise en 2014 leur troisième Mile High Madness, un tournoi qui met en concurrence des duos d’interprètes de la compagnie dont les fans votent via les réseaux sociaux. Lors de cette édition, la paire gagnante dans la catégorie « lesbiennes (girl/girl) » sont Charlotte Stokely et Lily Cade.

Logo du studio Girlsway où elle fut élue Girl Of The Month en août 2015.

En 2015, elle fait partie du casting de la première série produite par Girlsway et réalisée par Bree Mills, The Business of Women avec India Summer, Vanessa Veracruz, Shyla Jennings et Samantha Rone. La série remporte le prix de la meilleure sortie lesbienne au XBIZ Awards 2016. Elle sera d’ailleurs élue « Girl Of The Month » du mois d’août 2015 pour Girlsway. Par la suite, elle participe à d'autres projets de séries pour Girlsway tels que Clairvoyance, The Fashion Model, et enfin The Bachelorette. Ces séries l'amènent à tourner avec Angela White, Aiden Ashley, Lena Paul, entre autres,.
En 2016, elle tourne sa première scène avec la société Sweetheart Video dans un film consacré à Shyla Jennings (All-Girl Performer of the Year 2016) qui se nomme : Shyla Jennings Loves Girls. La même année, le réalisateur Jay Allan la choisit pour l’associer à Riley Reid, alors interprète féminine 2016 en titre, dans une scène de son prochain film considéré à l’époque comme le plus ambitieux : Riley Reid : Overexposed pour la société Adam & Eve.
Elle est nommée Penthouse Pet du mois de mai 2017 par le magazine Penthouse.
Charlotte Stokely collabore avec d'autres sociétés de production comme Allherluv, Devil's film, Wicked. Elle rencontre un certain succès en interprétant Batwoman dans Justice League XXX : An Axel Braun Parody (de Axel Braun, 2017), le film remporte d’ailleurs le prix du meilleur film parodique au AVN Awards 2018. Elle fait partie du casting des grosses productions du studio Sweetheart Video, notamment en 2017 où elle incarne le rôle de Sœur Charlotte, une nonne qui découvre son attirance pour les femmes dans Confession of Sinful Nun de Ricky Greenwood,, en 2018 où elle apparaît dans Becoming Elsa et où elle retrouve India Summer et dans Confession of Sinful Nun : The Rise of Sister Mona en 2019, la suite du premier film où elle reprend son rôle de Sœur Charlotte.
2018 signe une année charnière de sa carrière. En effet, notamment grâce à son jeu dans Confession of Sinful Nun et Justice League XXX : An Axel Braun Parody, c’est lors de cette année qu’elle décroche pour la première fois de sa carrière un prix majeur, a savoir, le prix de l’interprète lesbienne de l’année au XRCO Awards 2018. Elle est également nommée dans cette catégorie pour les 1er Pornhub Awards qui ont eu lieu en 2018. Elle réitère quelques semaines plus tard en remportant également le prix d’interprète lesbienne de l’année dans le cadre des NightMoves Awards 2018. Cette année-là, NightMoves intègre pour la première fois de son histoire la catégorie « Interprète Lesbienne de l’année » à sa remise de récompenses. La même année, elle est nommée « Cherry Of The Month » du mois d’août 2018 pour le site cherrypimps.com,. Chaque mois, Cherry Pimps sélectionne et présente le « Cherry of the Month », qui reçoit un prix de 500 $ plus un tournage de deux jours avec Dean Capture, le producteur exclusif. En cette année 2018, elle succède à Shyla Jennings, Zoey Monroe, Kenna James, Alexis Adams, Ella Hughes, Elsa Jean et Alina Lopez. 
En janvier 2019, elle est nommée hôte du tapis rouge pour la 36e cérémonie des AVN Awards. Le rôle de l’hôte consiste à accueillir et recueillir les impressions des invités qui défilent sur le tapis rouge et qui se rendent à la cérémonie. C’est lors de cette cérémonie qu’elle décroche la première récompense majeure de sa carrière aux AVN Awards en remportant l'AVN Award de l'interprète lesbienne de l'année. Au mois de juin, elle décroche pour la seconde fois le prix de l'interprète lesbienne de l’année au XRCO Awards 2019,. Au mois d’octobre, elle reçoit pour la seconde fois également le prix de l’interprète lesbienne de l’année au NightMoves 2019. Toujours en 2019, elle participe à l'épisode 1 de la saison 2 de GIRLCORE, une série pornographique créée par Bree Mills qui se passe dans les années 1980 divisée en 6 épisodes qui raconte l'histoire de diverses femmes séduites par le lesbianisme.
Le 14 janvier 2020, à l'occasion de la 37e cérémonie des AVN Awards et pour l’ensemble de sa carrière, elle est intronisée a l'AVN Hall of Fame. Elle remporte également pour la deuxième fois consécutive le prix de l’interprète lesbienne de l'année,. La même année, elle devient l’une des ambassadrices du site spécialisé dans le webcaming CAM4.com. En février 2020, elle est choisie pour être la première productrice pour talents pour PlayboyPlus, une plateforme appartenant au groupe Playboy spécialisée dans les vidéos pornographiques. Au mois de mars de la même année, la société de production Adam & Eve lui donne l’opportunité de devenir réalisatrice en lui confiant la réalisation d’un film qui lui est dédié, à savoir Star Directive : Charlotte Stokely. Le concept de ce film est de diriger et tourner avec des actrices choisies par Charlotte Stokely elle-même. Les actrices sont Bianca Breeze, Riley Reid, Elsa Jean, Naomi Russel, Kimberly Kane et Zoe Parker. Le 31 juillet, Charlotte Stokely annonce publier exceptionnellement une vidéo hétérosexuelle avec son compagnon et acteur pornographique Will Pounder sur son réseau social OnlyFans. Même si cela faisait 10 ans qu’elle n’avait pas publié ou été vue dans une scène hétérosexuelle, elle annonce qu’elle ne prévoit pas de publier d'autres contenus de ce style. Elle termine l’année en remportant pour la troisième fois consécutive le prix de l’interprète lesbienne de l’année au XRCO Awards et au NightMoves Awards en décembre 2020,. 

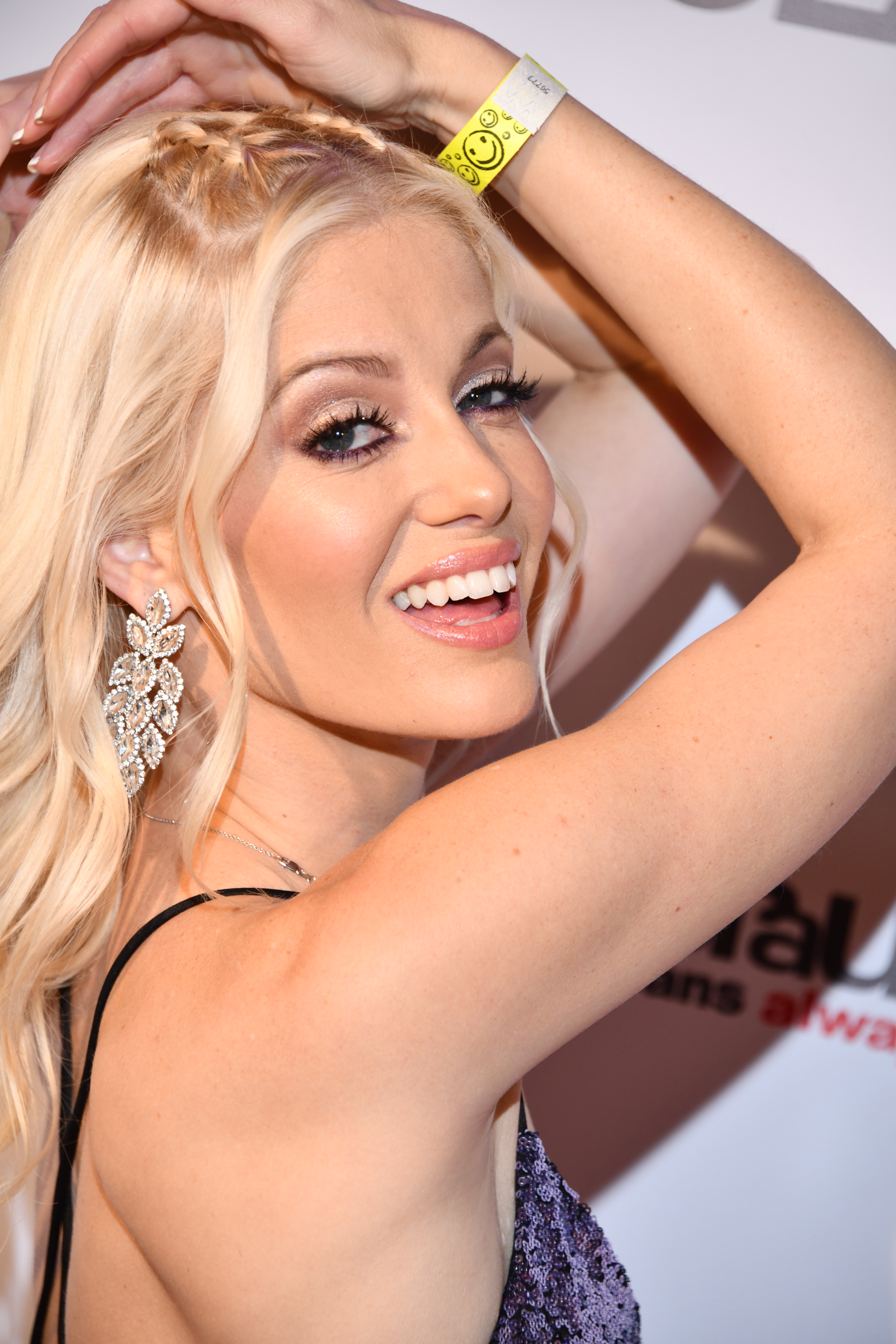
Charlotte Stokely en 2021, lors de la cérémonie des XRCO Awards.

En début d’année 2021, lors de la 38e cérémonie des AVN Awards, elle décroche pour la troisième année consécutive le titre de All-Girl Perfomer Of The Year, devenant ainsi la première interprète lesbienne de l’histoire à obtenir ce résultat. Au mois de février, elle est choisie pour coanimer la cérémonie virtuelle de la remise de prix des XBIZ Awards 2021. Elle remporte également pour la quatrième fois de suite le XRCO Award de l’interprète lesbienne de l’année (Girl/Girl Performer Of The Year). Toujours en 2021, Charlotte Stokely apparaît en couverture de STRIPLV magazine du mois d’avril/mai. Elle y pose notamment en sous-vêtements raffinés où 14 pages lui sont consacrées,. Elle est également en couverture du magazine AVN du mois d’août 2021 où un article lui est consacré suivi d'une interview pour l’occasion,. La même année, elle est une nouvelle fois « couronnée » Luv Of The Month du mois de mars par le site AllHerLuv après l’avoir été une première fois en janvier 2020.
En 2022, elle remporte pour une 5e fois consécutive le prix d’interprète lesbienne de l’année au XRCO Awards, ce qui constitue un record,.
Le 17 janvier 2024, elle est l’une des 5 vedettes de premier plan choisies, avec Kira Noir, Natasha Nice, Kendra Sunderland et Mary Moody, pour la cérémonie habituelle de coupure de ruban qui lance l’ouverture de l’X3 Show, un salon professionnel consacré à l’industrie pornographique en marge de la cérémonie de récompenses des XBIZ Awards. Le 21 janvier, pour la cérémonie des XBIZ Awards 2024, elle est invitée sur scène en compagnie de son amie Romi Rain pour annoncer les lauréats de la Meilleure scène de sexe gonzo. Le 5 mai de la même année, elle est invitée sur la scène des XRCO Awards pour remettre le prix d’intrprète lesbienne de l’année qui porte désormais son nom en son honneur.
Toujours en activité, elle dit être désireuse d’obtenir de nouveaux défis d’interprétation de rôles, de recevoir des scénarios qui lui permettront de révéler ses capacités et sa passion pour le jeu d’acteur. Lorsqu’elle ne tourne pas pour des studios comme AllHerLuv, Dorcel ou Slayed, une marque du groupe Vixen Media Groupe (ses principaux projets de travail des dernières années), elle se concentre sur la réalisation de ses propres contenus sur les plateformes OnlyFans, ManyVids et iWantClips.
Après deux années d’absences des plateaux de tournage, elle annonce en septembre 2024 via Adult Video News son retour au travail en studio, toujours pour des projets de pornographie lesbienne.

## Reconnaissance
En 18 ans de carrière, Charlotte Stokely, avec ses nombreux prix individuels remportés et grâce à son intronisation à l’AVN Hall Of Fame, est considérée comme une icône de l’industrie. Elle a réussi à s’imposer comme l’une des figures importantes de la pornographie lesbienne. Blonde aux yeux bleus avec une peau pâle, elle est vite devenue une interprète populaire et demandée,. Elle n’a jamais eu recours ni à la chirurgie esthétique ni à aucun artifice physique malgré les recommandations reçues au début de sa carrière. De nombreux réalisateurs primés du milieu ont fait appel à ses services parmi lesquels Andrew Blake, Axel Braun, Greg Lansky, Bree Mills, Jay Allan, Missa X, Ricky Greenwood ce qui l’a amenée à collaborer avec d’autres interprètes stars de la profession. Considérée comme une légende de la pornographie pour certains, de nombreuses personnalités de l’industrie pour adultes ne tarissent pas d’éloges sur elle en mettant en avant ses talents d’acteur et son physique.
Don Juan DeMarko, critique spécialisé dans l’industrie pour adultes dit d’elle à l’occasion d’une critique du film A Lesbian Christmas Story : « Charlotte Stokely est une femme qui sait comment faire l'amour à une autre femme devant la caméra avec style, grâce et glamour. C'est l'une de ses performances les plus étonnantes de sa carrière sexuellement parlant et de manière séduisante ». Il réitère son admiration à l’occasion d’une autre critique : « Charlotte est une actrice dévouée, l'un des modèles les plus étonnants au monde et une femme qui prend sa carrière et son amour pour ses fans très au sérieux. Peu d'artistes peuvent faire ce que fait Charlotte Stokely,. »
Scott Santodonato, fondateur et photographe de STRIPLV magazine qui l’a photographiée à l’occasion d’une couverture du magazine dit : « Son énergie et son professionnalisme sont inégalés, elle fait l'amour à la caméra à chaque regard et mouvement. La partie la plus difficile a été de choisir les images à présenter dans le magazine, car il y avait littéralement des centaines de sélections à parcourir. »
Le réalisateur multi-récompensé Axel Braun, qui l’a dirigée à l’occasion du film Justice League XXX : An Axel Braun Parody dit : « Stokely est simplement dans son élément. Je n'ai sérieusement jamais rencontré quelqu'un comme elle. Elle a une présence si magnétique, et bien sûr, elle a apporté son jeu A+ à ce projet, mais encore une fois, je ne l'ai jamais vue apporter moins. » À l’occasion de sa nomination d’ambassadrice du site webcaming CAM4, Gwen Coleman, responsable du programme, déclare : « Charlotte est incroyablement belle et talentueuse, et elle est au sommet de son art. Nous sommes si fiers qu'elle fasse partie de notre famille Cam4. »
Après avoir été « couronnée » Luv Of The Month pour la deuxième fois, Missa X, réalisatrice et fondatrice du site AllHerLuv explique : « Ses rôles lui ont rapidement valu une place parmi les femmes de premier plan préférées de l'entreprise. Nos membres adorent les performances passionnées de Charlotte et sa capacité de caméléon à entrer dans différentes personnalités de personnages. Nous apprécions les compétences et la passion de Charlotte, et nos réalisateurs apprécient son professionnalisme et sa fiabilité. » Alejandro Freixes, rédacteur en chef des médias numériques de XBIZ, déclare à l’occasion de l’annonce de sa co-animation des XBIZ Awards 2021 : « Charlotte Stokely est la quintessence du glamour, de la passion et de la puissance. C’est une véritable star adulte, elle a maîtrisé toutes les facettes de la performance, elle brille dans les scènes de studio, dans le webcaming ou dans la production de son propre contenu. »
Le magazine Penthouse a déclaré : « Il est facile de comprendre pourquoi Penthouse, comme tout le monde, a voulu un morceau de Miss Stokely. Elle n'est pas seulement belle et professionnelle, elle est certifiée comme étant la meilleure dans ce qu'elle fait. »
Lors d’une interview de Ricky Greenwood, lauréat du prix du réalisateur de l’année lors des AVN Awards 2022, accordée au magazine français La Voix Du X, il explique que Charlotte Stokely fait partie de ses actrices préférées et qu’il l’a beaucoup fait travailler dans ses projets. Il la qualifie de créative en soulignant qu’elle essaye d’apporter quelque chose de nouveau à chaque scène. Il prend notamment comme exemple plusieurs scènes dans le film Under The Veil où Charlotte Stokely joue une scène avec les yeux bandés et une autre scène où elle porte des prothèses aux yeux pour simuler des yeux crevés, soulignant la performance de jeu de cette dernière.
Depuis l’édition 2023, XRCO a rebaptisé son prix d’intreprète lesbienne de l’année qui reconnaît l'excellence dans la catégorie lesbien, passant de « Girl/Girl Performer Of The Year » a « Charlotte Stokely Girl/Girl Performer Of The Year Award » en son honneur. Dirty Bob, le président des XRCO Awards à délclarer à cette occasion : « Charlotte est une étoile brillante dans l'industrie des adultes, et ses contributions ont eu un impact significatif sur le genre lesbien. Nous sommes ravis de l'avoir comme membre de la famille XRCO et nous nous réjouissons de son succès continu ».

## Activités en dehors du porno

Logo de l’entreprise pour laquelle Charlotte Stokely posa.

En 2008, en parallèle de son activité d’actrice pornographique, Charlotte Stokely est contactée par Dov Charney, alors propriétaire et PDG de la marque American Appareal, pour créer une campagne publicitaire personnalisée autour de sa personne.
Elle a également fait quelques apparitions dans certaines productions grand public. En 2009, elle apparaît dans le film Black Dynamite et dans Samurai Cop 2 (en). Elle est également apparue dans la série I'm Dying Up Here, dans la saison 2 de True Detective et dans la série Westworld. Elle a également joué dans le téléfilm érotique Les Secrets d'Ève où elle tient l’un des rôles principaux.
En 2022, elle est productrice éxécutive et actrice principale du court-métrage indépendant  F**k, Marry, Kill de la réalisatrice Julia White,.

### Altruisme
Ayant toujours eu un grand intérêt pour le développement de la confiance en soi, considérant son personnage de « Charlotte » comme une extension d’elle-même, elle explique que lorsqu’elle a commencé à travailler dans la pornographie, il n’existait pas de véritables lignes directrices, pas de manuels ou feuilles de route pour se développer dans ce métier. En faisant ce constat et forte de ses années d’expériences, elle consacre maintenant son temps à partager son vécu dans l’industrie auprès des nouvelles interprètes afin de les aider à réussir.
En 2007, après avoir arrêté de tourner des scènes hétérosexuelles, elle obtient un emploi dans un centre de thérapie holistique, puis, dans la continuité de la transmission de son savoir, elle commence à participer à certaines conventions où elle parle des moyens pour arriver à équilibrer vie personnelle et vie professionnelle, de l’importance de la santé mentale et de l’investissement de l’argent gagné. C’est tout naturellement qu’elle décide en 2019 de s’inscrire par correspondance à la Huntington University of Health Sciences (en) et devient coach en nutrition et santé,. Elle poursuit dans la foulée son enseignement en devenant également éducatrice sexuelle certifiée,. Sur les raisons de sa motivation à retourner à l’école pour passer ses diplômes, elle explique  : « Je voulais que mes propos aient plus de validité que ma simple expérience personnelle, d'autant plus que mes fans commençaient à me poser davantage de questions d'éducation sexuelle et à tenir mes moindres paroles pour des faits. Certes, j’étais considérée comme une « reine du sexe », mais je n'étais pas une experte. » Comme raison de se consacrer aux autres, elle évoque également les moments difficiles de sa vie : ses mauvaises décisions de carrière, ses mauvais choix d’environnement et ses mauvaises habitudes alimentaires, qui ont eu des conséquences négatives sur sa santé. Ayant réussi à s’en sortir, elle a à cœur de partager son expérience pour aider au mieux ceux qui le souhaitent, notamment les nouveaux arrivants dans cette industrie.
Après être devenue coach en santé et éducatrice sexuelle, elle lança sa propre entreprise visant à aider les travailleurs du sexe dans les domaines de la santé mentale, émotionnelle, sexuelle, financière et nutritionnelle. C’est à ce moment-là qu’elle découvrit l'organisation The CupCake Girls, association qui défend les mêmes valeurs. Elle rencontra l’organisation en janvier 2019 où sont discutées les ressources de l’organisation et la façon dont elle pourrait les aider. Réalisant que The CupCake Girls fournissait déjà ces ressources, et bien plus encore et que son entreprise n'était pas en mesure de fournir l’aide nécessaire dans les affaires juridiques des clients, l'accès médical, l'aide au loyer, les subventions financières et la thérapie gratuite tels que le fait l'organisation, Charlotte Stokely décide de dissoudre son entreprise, préférant unir ses forces dans l’intérêt des personnes nécessiteuses. Elle passe la majeure partie de l’année 2019 en tant qu’activiste en organisant des collectes de fonds, et dès septembre 2020, elle rejoint l’association où elle devient immédiatement une membre active, participant à des tables rondes où est discutée la meilleure façon de soutenir l’industrie du travail du sexe. Charlotte Stokely met en évidence que l’organisation n’était pas dirigée par de véritables travailleuses du sexe, posture qu’elle estime utile pour la cause de l’association. C’est alors qu’elle postule pour siéger au conseil d’administration de l’organisation, et après plusieurs séries d’entretiens, elle devient la toute première membre du conseil d’administration des travailleurs du sexe. Après avoir siégé pendant plus d’un an au conseil d’administration, elle postule pour occuper le poste de présidente. Elle en est devenue la présidente depuis mai 2022 après que tous les membres ont voté « oui » pour son élection,. Son mandat a pris fin en août 2024 après deux ans de présidence laissant derrière elle un bilan jugée comme positif en ayant notamment joué un rôle dans la croissance significative de l'association et en apportant plus de visibilité au sein de The CupCake Girls. En décembre 2022, pour son travail dans l’association, elle est élue « femme du mois » (Girl Of The Month) par XBIZ pour les femmes dans la catégorie Adulte.
Dans le cadre des XBIZ Awards 2020, Charlotte Stokely a participé à une discussion sur l'expansion des sources de revenus. Elle a partagé des conseils pratiques pour diversifier les flux financiers des performeurs, mettant en avant l'importance de s'adapter aux changements de l'industrie et de maximiser les opportunités disponibles. Son intervention a souligné comment cette approche permet de garantir une stabilité financière dans un secteur en constante évolution. Cette participation témoigne de son expertise et de son rôle influent dans l'industrie.
En août 2022, elle participe, avec Ana Foxxx, Lilly Bell et Vicki Chase, à une collecte de fonds organisée par le réalisateur Ricky Greenwood pour le projet SideWalkProject. Ce projet consiste notamment à venir en aide aux SDF, aux toxicomanes et aux travailleurs du sexe en leur fournissant un accompagnement ou des soins médicaux ou mentaux.
Toujours en marge de son implication au sein de l’association The CupCake Girls, elle est annoncée dans la liste des nommées de la catégorie « Creator Businessperson of the Year » (Entrepreneur-Créateur de l’Année) au XBIZ Exec Awards 2024, qui, chaque année, récompensent les personnes ayant un rôle important dans la communauté des affaires dans l’industrie pour adultes pour leur créativité et leur leadership exceptionnels, sans toutefois remporter la récompense.
Depuis le mois de mai 2024, pour promouvoir la santé et la sécurité dans l'industrie du divertissement pour adultes, elle devient ambassadrice de Sage Health, un laboratoire d'analyses certifié PASS (Performer Availbility Screening Service, en français : Service de contrôle de la disponibilité des artistes-interprètes) dédié à tous les professionnels de l’industrie. Elle-même très investie pour le bien-être dans les métiers de l’industrie, avec ce partenariat, Charlotte Stokely souhaite souligner l'importance pour les interprètes d'avoir accès à un service de test accessible et fiable,.

## Vie privée
Dans une interview, elle explique avoir eu une première expérience sexuelle homosexuelle à l’âge de 10 ans et avoir fait sa première fois avec un garçon à l’âge de 15 ans.
Elle est actuellement en couple avec l'acteur pornographique Will Pounder,.
Peu de temps avant d’entrer dans l’industrie pornographique, elle raconte avoir été kidnappée sous la menace d’une arme à feu et avoir été retenue captive pendant 4 jours. À l’époque, elle ne dit rien à la police, mais elle explique que c’est cet événement qui lui donna l’envie de devenir célèbre en pensant que les gens le remarqueraient si elle disparaissait.

## Filmographie partielle
Le nom du film est suivi du nom de ses partenaires lors des scènes pornographiques.
- 2005 : Girlvana (épisode 1) avec Julia Bond et Karina Kay
- 2006 : Big Bubble Butt Cheerleaders 4 avec Nat Turnher
- 2007 : Belladonna's Fucking Girls 4 avec Claire Adams
- 2008 : Our Little Secret 2 avec Smoking Mary Jane
- 2009 : Black Dynamite
- 2010 : Teen Bitches 2 avec Benjamin Brat
- 2011 : Banging College Sluts avec Manuel Ferrara
- 2012 : Sinn Sage's A-Cup Lesbians avec Amber Rayne
- 2013 : Road Queen (épisode 27) avec Shyla Jennings
- 2013 : We Live Together.com (épisode 28) avec Malena Morgan
- 2013 : We Live Together.com (épisode 29) avec Aurielee Summers et Malena Morgan
- 2013 : Women Seeking Women (épisode 93) avec Alannah Monroe
- 2014 : Pink Velvet avec Kristina Rose
- 2015 : Business of Women avec India Summer et Samantha Rone
- 2015 : A Wife's Affair avec Vanessa Veracruz et Abigail Mac
- 2016 : Clairvoyance avec Dhalia Sky et Samantha Hayes
- 2016 : The Faces Of Alice avec
- 2016 : Graffiti Girlz avec Jayden Cole
- 2017 : Teacher vs Student avec Lola Hunter
- 2017 : Confession Of Sinful Nun de Ricky Greenwood
- 2018 : Lesbian Massage 3 avec Kayla Kayden
- 2018 : That Dress avec Georgia Jones
- 2019 : Confession Of Sinful Nun Vol 2 : The Rise Of Sister Mona de Ricky Greenwood
- 2019 : Shades Of Pink avec Alison Rey
- 2021 : Another Night In The Valley avec Penny Barber, Dee Williams, Aila Donovan, Laney Grey et Vanna Bardot
- 2022 : Under The Veil avec Aiden Ashley, Helena Locke et Kenna James
- 2022 : Splits avec Jamie Michelle

## Récompenses et nominations

### Nominations
- 2007 : AVN Award Best New Starlet
- 2008 : AVN Award nominee - Best Supporting Actress (Meilleur second rôle) pour Girls Lie

### Récompenses

#### AVN Awards
- 2019 : All-Girl Performer of the Year[88]
- 2020 : All-Girl Performer of the Year[89]
- 2021 : All Girl Perfomer Of The Year[90]

#### Xbiz Awards
- 2019 : All-Girl Performer of the Year[91]
- 2020 : All-Girl Performer of the Year[92]
- 2021 : Best Sex Scene - Virtual Reality (avec Shyla Jennings) Wedding Night Cuckold (VR Bangers)[93]

##### XRCO Awards
- 2018 : Best Lesbian Performer[94]
- 2019 : Girl/Girl Performer of the Year[95]
- 2020 : Girl/Girl Performer of the Year[96]
- 2021 : Girl/Girl Performer of the Year[97]
- 2022 : Girl/Girl Performer of the Year[59]

#### NightMoves Awards
- 2018 : Best Girl/Girl Performer[34]
- 2019 : Best Girl/Girl Performer[43]
- 2020 : Best Girl/Girl Performer[50]